# 's-Gravenpolder
's-Gravenpolder (51° 28′ N, 3° 54′ L) é uma cidade dos Países Baixos, na província de Zelândia, pertence ao município de Borsele e está situada a 21 km a leste de Middelburg.
Em 2001, a cidade de 's-Gravenpolder tinha 4089 habitantes e 1461 residências. A área urbana da cidade é de 0,81 km².
A área de 's-Gravenpolder, que também inclui as partes periféricas da cidade, bem como a zona rural circundante, tem uma população estimada em 4570 habitantes.